# The Year Is One
The Year Is One è un album del gruppo musicale hard rock statunitense Comes with the Fall, pubblicato nel 2001.
I brani contenuti in esso sono di genere rock allo stato puro: dieci pezzi hard rock con diverse virate melodiche.
L'album inizia con Murder Scene, pezzo dal gusto "seventies", in cui viene fuori la parte più "hard" della band. Le chitarre ruggiscono in Unbreakable e So Divine dove la band sembra richiamare il furore del punk. La sezione ritmica, di ottima scuola, viene fuori in brani come Smashdown, Take It Out on Me e Never See Me Cry.
Il resto è melodia: la band si lascia andare e vengono fuori senza dubbio ottime canzoni rock come So Cruel, Strung Out on a Dream, Waiting Out the Breakdown. La prima esalta le doti vocali di William DuVall, la seconda è un inatteso esempio di progressive rock. La terza è un più modesto approccio richiamante gli U2, ma non meno piacevole.